# Sainte-Eulalie-de-Cernon
Sainte-Eulalie-de-Cernon is een gemeente in het Franse departement Aveyron (regio Occitanie) en telt 221 inwoners (1999). De plaats maakt deel uit van het arrondissement Millau. Bezienswaardig is het museum in de commanderij van de Tempeliers en later de Orde van Malta.

## Geografie
De oppervlakte van Sainte-Eulalie-de-Cernon bedraagt 43,8 km², de bevolkingsdichtheid is 5,0 inwoners per km².
De onderstaande kaart toont de ligging van Sainte-Eulalie-de-Cernon met de belangrijkste infrastructuur en aangrenzende gemeenten.

## Demografie
Onderstaande figuur toont het verloop van het inwonertal (bron: INSEE-tellingen).

Vanwege een beveiligingsprobleem met de MediaWiki Graph-software is het momenteel niet mogelijk deze grafiek weer te geven. Zodra de software is bijgewerkt zal de grafiek vanzelf weer zichtbaar worden.

## Geschiedenis
De eerste bewoning in de regio dateert uit de neolithische tijd. Dit blijkt uit de restanten van een tempel. De Via Domitia in de Languedoc zorgde in de Gallo-Romeinse periode voor welvaart. In de zesde eeuw stichtte Saint-Dalmas, bisschop van Rodez hier een van de eerste parochies van de Aveyron. 
Vanaf de twaalfde eeuw hadden de tempeliers hier de commanderij voor de landerijen in de Larzac. De opbrengsten financierden de activiteiten in Palestina en het koninkrijk Jeruzalem. Na de val van de Tempeliers gingen de eigendommen over naar Orde van Malta. Tussen 1442 en 1450 werden de stadsmuren gebouwd door Déodat Alaus, hoofdmetselaar van Sint Beauzély.
Tijdens de Renaissance werd het kasteel van de commanderij omgebouwd tot badhuis. De kerk werd verbouwd, de oriëntering van de kerk werd omgedraaid en de opening ging dwars door apsis. 
Na de Franse Revolutie werden de gronden onteigend en verkocht in verschillende percelen. In 1970 werd de Commanderij een monument. Tegenwoordig maakt de commanderij deel uit van "circuit Larzac Templier et Hospitalier", een route in de Larzac langs verschillende onderdelen van de middeleeuwse commanderij.